# Исмаила, Халимат
Халимат Исмаила (англ. Halimat Ismaila, 3 июля 1984) — нигерийская легкоатлетка, призёр Олимпийских игр.
Халимат Исмаила родилась в 1984 году в Илорине. в 2004 году приняла участие в Олимпийских играх в Афинах, но не завоевала медалей. В 2008 на Олимпийских играх в Пекине она стала обладателем бронзовой медали в эстафете 4×100 м.